# Чемпіонат Європи з футболу 1996 (склади команд)/Німеччина

## Складзбірної Німеччининачемпіонаті Європи 1996року
Головний тренер: Берті Фогтс 
| №  | Амплуа | Гравець         | Дата народження | Матчів | Клуб                 |
| -- | ------ | --------------- | --------------- | ------ | -------------------- |
| 1  | В      | Андреас Кепке   | 12 березня 1962 |        | Айнтрахт (Франкфурт) |
| 2  | З      | Штефан Ройтер   | 16 жовтня 1966  |        | Боруссія (Дортмунд)  |
| 3  | П      | Марко Боде      | 23 липня 1969   |        | Вердер (Бремен)      |
| 4  | П      | Штеффен Фройнд  | 19 січня 1970   |        | Боруссія (Дортмунд)  |
| 5  | З      | Томас Гельмер   | 21 квітня 1965  |        | Баварія (Мюнхен)     |
| 6  | З      | Маттіас Заммер  | 5 вересня 1967  |        | Боруссія (Дортмунд)  |
| 7  | П      | Андреас Меллер  | 2 вересня 1967  |        | Боруссія (Дортмунд)  |
| 8  | П      | Мехмет Шолль    | 16 жовтня 1970  |        | Баварія (Мюнхен)     |
| 9  | Н      | Фреді Бобич     | 30 жовтня 1971  |        | Штутгарт             |
| 10 | П      | Томас Гесслер   | 30 травня 1966  |        | Карлсруе             |
| 11 | Н      | Штефан Кунц     | 30 жовтня 1962  |        | Бешикташ             |
| 12 | В      | Олівер Кан      | 15 червня 1969  |        | Баварія (Мюнхен)     |
| 13 | П      | Маріо Баслер    | 18 грудня 1968  |        | Баварія (Мюнхен)     |
| 14 | З      | Маркус Баббель  | 8 вересня 1972  |        | Баварія (Мюнхен)     |
| 15 | З      | Юрген Колер     | 6 жовтня 1965   |        | Боруссія (Дортмунд)  |
| 16 | З      | Рене Шнайдер    | 1 лютого 1973   |        | Ганза (Росток)       |
| 17 | П      | Крістіан Циге   | 1 лютого 1972   |        | Баварія (Мюнхен)     |
| 18 | Н      | Юрген Клінсманн | 30 липня 1964   |        | Баварія (Мюнхен)     |
| 19 | П      | Томас Штрунц    | 25 квітня 1968  |        | Баварія (Мюнхен)     |
| 20 | Н      | Олівер Бірхофф  | 1 травня 1968   |        | Удінезе              |
| 21 | П      | Дітер Айльтс    | 13 грудня 1964  |        | Вердер (Бремен)      |
| 22 | В      | Олівер Рек      | 27 лютого 1965  |        | Вердер (Бремен)      |
|    |        |                 |                 |        |                      |